# طيران ترانسات الرحلة 236
رحلة طيران ترانسات رقم 236 كانت رحلة عبر المحيط الأطلسي متجهة إلى لشبونة، البرتغال، من تورونتو، كندا، والتي فقدت كل قوة محركها أثناء تحليقها فوق المحيط الأطلسي في 24 أغسطس 2001. نفد الوقود من طائرة إيرباص إيه 330 بسبب تسرب الوقود الناجم عن الصيانة غير السليمة. قاد الكابتن روبرت بيشيه، 48 عامًا، وهو طيار ذو خبرة بالطائرات الشراعية، والضابط الأول ديرك ديجاجر، 28 عامًا، الطائرة إلى هبوط اضطراري ناجح في جزر الأزور، مما أدى إلى إنقاذ جميع الأشخاص البالغ عددهم 306 (293 راكبًا و13 من أفراد الطاقم) الذين كانوا على متن الطائرة. وكان معظم الركاب على متن الطائرة كنديين يزورون أوروبا أو مغتربين برتغاليين عائدين لزيارة عائلاتهم في البرتغال. كانت هذه أيضًا أطول طائرة ركاب تنزلق بدون محركات، حيث نزلقت لمسافة 121 كيلومتر تقريبًا. بعد هذا حادث الطيران غير العادي، أُطلق على هذه الطائرة لقب «طائرة الأزور الشراعية».

## حادثة
أقلعت الرحلة TS 236 من تورونتو في الساعة 00:52 (التوقيت العالمي المنسق) يوم الجمعة، 24 أغسطس2001 (التوقيت المحلي: 20:52 (بالتوقيت الشرقي) يوم الخميس 23 أغسطس)، متجهة إلى لشبونة، البرتغال، وعلى متنها 293 مسافر و13 من أفراد الطاقم. قاد الرحلة الكابتن روبرت بيتشيه، الذي كان لديه 16,800 ساعة طيران (منها 796 ساعة على متن طائرة الإيرباص إيه 330)،:12والضابط الأول ديرك ديجاجر الذي كان لديه 4800 ساعة الطيران (بما في ذلك 386 ساعة على متن طائرة إيرباص إيه 330).:12كانت الطائرة من طراز إيرباص إيه 330-243 عمرها عامين ومسجلة باسم C-GITS والتي حلقت لأول مرة في 17 مارس 1999، وهُيئت بـ 362 مقعدًا ووضعتها شركة طيران ترانسات في الخدمة في 28 أبريل 1999. كانت مدعومة بمحركين من طراز رولز رويس ترينت 772B-60 قادران على توصيلدفع بقيمة 316 كيلونيوتن لكل منهما. عند مغادرة البوابة في تورنتو، كان لدى الطائرة 46.9 طن من الوقود على متن الطائرة، 4.5 طن أكثر مما هو مطلوب بموجب اللوائح.
في الساعة 04:38 بالتوقيت العالمي (ما يقرب من أربع ساعات من الرحلة)، بدأت الطائرة في تسريب الوقود من خلال الكسر الذي تطور في خط الوقود إلى المحرك رقم 2 (يمين).:23 في الساعة 05:03 بالتوقيت العالمي المنسق، بعد أكثر من أربع ساعات من الرحلة، لاحظ الطيارون على متن طائرة طيران ترانسات انخفاضًا في درجة حرارة الزيت وارتفاعًا في ضغط الزيت على المحرك رقم 2.:7,23كانت هذه القراءات ناتجة عن تسرب الوقود، لكن الطيارين لم يكونوا على علم بذلك. اعتقد الكابتن بيشيه أن القراءات كانت خاطئة، وتواصل مع مركز مراقبة الصيانة في مونتريال، والذي نصح الطيارين بمراقبة الوضع. :56

### مؤشرات على وجود مشكلة في الوقود
1. كان الوقود الموجود على متن الطائرة يتناقص بسرعة غير متوقعة، كما يتضح من أرقام الوقود على متن الطائرة (FOB) على شاشة عرض تحذير المحرك.
2. كان من الممكن أن يظهر الوقود المقدر الموجود على متن الطائرة في الوجهة متناقصًا مما يشير إلى انخفاض نطاق الوقود.
3. كان النقل الأمامي الكامل للوقود في خزان القطع سابقًا لأوانه نظرًا لحمولة الوقود عند المغادرة من تورنتو البالغة 46900 كجم. كانت مذكرة TRIM TANK XFR المطولة مدتها 19 دقيقة بين الساعة 05:11 و05:30، ثم مذكرة TRIM TANK XFRD بين الساعة 05:30 و05:33 ستعرض هذه المعلومات.[6]

في الساعة 05:36 بالتوقيت العالمي، تلقى الطيارون تحذيرًا بعدم توازن الوقود.
لم يتبع الطاقم قوائم المراجعة المناسبة، وبدلًا من ذلك، قاموا بتنفيذ الإجراءات من الذاكرة. أدى هذا إلى تغذية الوقود في المحرك المتسرب بالفعل، مما زاد من المشكلة.
تسرب وقود من خط الوقود المكسور بمعدل غالون واحد في الثانية تقريبًا. أدى ذلك إلى زيادة تدفق الوقود عبر المبادل الحراري لزيت الوقود، مما أدى إلى انخفاض درجة حرارة الزيت وارتفاع ضغط الزيت في المحرك رقم 2.
في الساعة 05:45 بالتوقيت العالمي، قرر الطيارون التحويل إلى قاعدة لاجيس الجوية في جزر الأزور. بعد ثلاث دقائق، أعلنوا حالة طوارئ الوقود مع مراقبة الحركة الجوية في سانتا ماريا أوشيانيك.
في الساعة 06:13 بالتوقيت العالمي، بينما لا يزال 150 ميل بحري (280 كـم؛ 170 ميل) من لاجيس وعلى 12000 متر انخمدت شعلة المحرك رقم 2 من نقص الوقود. ثم بدأ بيتشي النزول إلى 10.000 م، وهو الارتفاع المناسب للمحرك الواحد بالنسبة لوزن الطائرة في ذلك الوقت. بعد عشر دقائق، أرسل الطاقم استغاثة إلى مراقبة الحركة الجوية في سانتا ماريا أوشيانيك.
وبعد ثلاثة عشر دقيقة، في تمام الساعة 06:26 بالتوقيت العالمي المنسق وعلى بعد حوالي 65 ميل بحري (120 كـم؛ 75 ميل) من قاعدة لاجيس الجوية، انخمدت شعلة المحرك رقم1 أيضًا، مما تطلب من الطائرة التحليق للمسافة المتبقية. :8وبدون قوة المحرك، فقدت الطائرة مصدرها الأساسي للطاقة الكهربائية. تُنشر توربين رام هوائي في حالات الطوارئ تلقائيًا لتوفير الطاقة الأساسية لأجهزة الاستشعار وأجهزة قياس طيرانالمهمة لتحليق الطائرة بالإضافة إلى الضغط الهيدروليكي الكافي لتشغيل أدوات التحكم بالطيران الأساسية (والتي بدونها لن يكون من الممكن التحكم في الطائرة). فقدت الطائرة الطاقة الهيدروليكية للقلابات والمكابح البديلة والمثبطات الرفع. ستظل السدفات تعمل بالطاقة، بينما ستكون الفرامل الأولية قادرة على العمل لعدد محدود من المرات باستخدام الضغط المخزن في تراكم الفرامل. وبعد خمس دقائق، الساعة 06:31 بالتوقيت العالمي المتفق عليه، سقطت أقنعة الأكسجين في مقصورة الركاب. :9
وجه مراقبو الحركة الجوية العسكرية الطائرة إلى المطار باستخدام رادارهم. وكان معدل نزول الطائرة حوالي 2,000 قدم/د (610 م/د). حسب الطيارون أن لديهم حوالي 15 إلى 20 دقيقة من الوقود المتبقي قبل أن يضطروا إلى الهبوط في المحيط. بعد بضع دقائق، شوهدت القاعدة الجوية. نفذ الكابتن بيشيه دورة واحدة بزاوية 360 درجة، ثم سلسلة من المنعطفات على شكل حرف "S" لتقليل السرعة.
في الساعة 06:45 بالتوقيت العالمي، هبطت الطائرة بقوة على المدرج 33 بسرعة 370 كم/ساعة. تجاوزت الطائرة العتبة بارتفاع 310 مترًا، ثم ارتدت مرة واحدة وهبطت مرة أخرى على بعد 850 مترًا من العتبة. استخدم الطيارون الفرامل القصوى، لكن الطائرة استهلكت 2300 مترًا من المدرج البالغ طوله 3000 متر قبل أن تتوقف. كان ذلك لأن أنظمة منع الانزلاق وتعديل الفرامل كانت معطلة، مما أدى إلى قفل العجلات الرئيسية الثمانية، تآكلت الإطارات وفرغت من الهواء بالكامل في غضون 140 مترًا، وتم تآكل العجلات نفسها حتى وصلت إلى مجلات المحور أثناء توقف الطائرة على المدرج. :11
أصيب 14 راكبًا واثنان من أفراد الطاقم بإصابات طفيفة، بينما تعرض راكبان لإصابات خطيرة أثناء عملية إخلاء الطائرة. تكبدت الطائرة أضرارًا في هيكلها الرئيسي نتيجة للهبوط القوي، وكذلك تآكل العجلات المقفلة أثناء لفة الهبوط على سطح المدرج. كما تعرض الجزء السفلي من جسم الطائرة إلى تشوه هيكلي ناتج عن الهبوط القوي، وظهور ثقوب متعددة نتيجة اصطدام الطائرة بقطع من الحطام المتناثر من جهاز الهبوط الرئيس.

## تحقيق
قامت إدارة الوقاية والتحقيق في حوادث الطيران البرتغالية (GPIAA) بالتحقيق في الحادث بالتعاون مع السلطات الكندية والفرنسية.
أظهر التحقيق أن ا العوامل السببية الرئيسة التي أدت إلى الحادث كانت تصرفات الطاقم في التعامل غير السليم مع تسرب الوقود في محرك رقم 2.
نتج تسرب الوقود عن تركيب موظفي صيانة طيران ترانسات جزء غير صحيح في النظام الهيدروليكي، وذلك جزءً من الصيانة الروتينية. استبدل المحرك بمحرك احتياطي أعارته شركة رولز رويس من طراز أقدم لا يتضمن مضخة هيدروليكية. على الرغم من مخاوف الميكانيكي الرئيس، سمحت شركة طيران ترانسات باستخدام جزء من محرك مماثل، وهو تعديل لم يحافظ على الخلوص الكافي بين الخطوط الهيدروليكية وخط الوقود. هذا النقص في الخلوص، بمقدار ملليمترات من الجزء المقصود،  سمح للاحتكاك بين الخطوط بتمزيق خط الوقود، مما تسبب في التسرب.
قبلت شركة طيران ترانسات المسؤولية عن الحادث وفرضت عليها الحكومة الكندية غرامة قدرها 250 ألف دولار كندي، والتي اعتبارًا من 2009 كانت أكبر غرامة في التاريخ الكندي.
أظهرت الاستنتاجات التي توصل إليها تقرير الحادث ما يلي:
- لم يكتشف طاقم الرحلة وجود مشكلة في الوقود حتى عُرض تحذير الوقود ADV ولوحظ عدم توازن الوقود على صفحة الوقود ECAM.
- لم يقم الطاقم بتقييم الوضع بشكل صحيح قبل اتخاذ الإجراء.
- لم يدرك طاقم الطائرة وجود حالة تسرب للوقود وقاموا بتنفيذ إجراء خلل توازن الوقود من الذاكرة، مما أدى إلى تغذية الوقود من الخزانات اليسرى إلى التسرب في المحرك الأيمن.
- يؤدي إجراء خلل في توازن الوقود عن طريق الذاكرة إلى إبطال الدفاع عن الملاحظة التحذيرية في قائمة التحقق من خلل في توازن الوقود والتي ربما تكون قد دفعت الطاقم إلى التفكير في اتخاذ إجراء تسرب الوقود في الوقت المناسب.
- على الرغم من وجود عدد من المؤشرات الأخرى التي تشير إلى حدوث خسارة كبيرة في الوقود، إلا أن الطاقم لم يستنتج وجود حالة تسرب للوقود - وكان عدم اتخاذ إجراءات تسرب الوقود هو العامل الرئيس الذي أدى إلى استنفاد الوقود.[11]

ومع ذلك، استقبلت الصحافة الكندية الطيارين أبطالًا نتيجة هبوطهم الناجح بدون محرك. في عام 2002، حصل الكابتن بيشيه على جائزة الطيران المتفوق من قبل رابطة طياري الخطوط الجوية.

## ما بعد الكارثة
بعد التحقيق في الحادث، أصدرت المديرية العامة الفرنسية للطيران المدني (DGCA) F-2002-548B، التي تتطلب إجراء تفصيلي لتسرب الوقود في دليل الطيران وضرورة أن يكون الطاقم على علم بذلك. أُلغي هذا لاحقًا واستبدل بـ F-2005-195. أصدرت إدارة الطيران الفيدرالية الأمريكية (FAA) التوجيه رقم 01-02-2006، اعتبارًا من 3 فبراير 2006، والذي يتطلب اتباع إجراءات يدوية جديدة للطيران في حالة حدوث تسرب للوقود لطائرات إيرباص طراز إيه 330 وإيه 340.
أدى الحادث إلى إصدار المديرية العامة للطيران المدني وإدارة الطيران الفيدرالية توجيه صلاحية الطيران (AD)،  الذي يتطلب من جميع مشغلي طائرات إيرباص طراز إيه 318 وإيه 319 وإيه 320 وإيه 321 مراجعة أدلة الطيران الخاصة بهم، مشدداً على أطقم الطائرات ضرورة التأكد من أن أي خلل في الوقود لا يكون ناجماً عن تسرب الوقود قبل فتح صمام التغذية المتقاطعة. طالب التوجيه جميع شركات الطيران التي تشغل هذه الطرازات من إيرباص بإجراء مراجعات على أدلة الطيران قبل السماح بأي رحلات أخرى. أعطت إدارة الطيران الفيدرالية فترة سماح مدتها 15 يومًا قبل تطبيق التوجيه. قامت شركة إيرباص أيضًا بتعديل أنظمة الكمبيوتر الخاصة بها. يفحص الكمبيوتر الموجود على متن الطائرة الآن جميع مستويات الوقود ومقارنتها بخطة الرحلة. وهو الآن يعطي تحذيرًا واضحًا في حالة استهلاك الوقود بما يتجاوز معدل استهلاك الوقود المحدد للمحركات. أصدرت شركة رولزرويس أيضًا نشرة تنصح فيها بعدم توافق أجزاء المحرك ذات الصلة.
أُصلحت الطائرة وأُعيدت إلى الخدمة مع طيران ترانسات في ديسمبر 2001، باللقب "Azores Glider". خُزنت في مارس 2020 بسبب جائحة كوفيد-19. في 18 أكتوبر 2021، قامت الطائرة برحلتها الأخيرة مع شركة طيران ترانسات وأُعيدت بعد ذلك إلى شركة المؤجر إيركاب. أُعيد تسجيل الطائرة باسم N271AD  وخُزنت في بينال إيرباك. الاستخدام المستقبلي للطائرة غير معروف.

## دراسة ذات صلة
مارغريت ماكينون، طالبة علم النفس ما بعد الدكتوراه في بايكريست للعلوم الصحية في تورونتو في ذلك الوقت، كانت مسافرة في شهر العسل على متن الرحلة 236. جندت هي وزملاؤها 15 راكبًا آخر في دراسة حول اضطراب ما بعد الصدمة (PTSD)، والتي نُشرت في أغسطس 2014 في المجلة الأكاديمية العلوم النفسية السريرية، والتي قارنت التفاصيل التي يتذكرها الركاب الذين يعانون من اضطراب ما بعد الصدمة مع تلك التي يتذكرها الركاب الذين لا يعانون من اضطراب ما بعد الصدمة والذين يعانون من اضطراب ما بعد الصدمة ومع مجموعة مراقبة.

## في الثقافة الشعبية
- ظهرت أحداث الرحلة 236 في حلقة "Flying on Empty"، الموسم الأول[الإنجليزية] (2003) من المسلسل التلفزيوني الكندي مايداي[22] (يُسمى الطوارئ الجوية والكوارث الجوية في الولايات المتحدة وتحقيقات الكوارث الجوية في المملكة المتحدة وأماكن أخرى). حول العالم). ضُمنت الرحلة أيضًا في الموسم السادس  [لغات أخرى]‏ من مايداي (2007) الخاص بعلم الكوارث بعنوان «من يقود الطائرة؟» [23]
- أنتجت قناة إم إس إن بي سي تقريرًا عن الحادثة بعنوان «على جناح وصلاة»، والذي بُث لأول مرة في الولايات المتحدة في 7 أغسطس 2005.[24]
- صُورت قصة روبرت بيشيه في فيلم الدراما السيرة الذاتية الكندي الفرنسي لعام 2010 بيتشيه: هبوط رجل[الإنجليزية] وبلغت ذروتها بأحداث الرحلة[25] مثل دور الكابتن بيتشيه كل من الممثل الحائز على جائزة جيني ميشيل كوتيه[الإنجليزية] وابنه ماكسيم لوفلاغاي.

## الملاحظات
1. ↑  إن دورة التشغيل/الإيقاف التي ينتجها نظام عدم الانزلاق من شأنها أن تستنزف الضغط المحدود في مركم الفرامل بسرعة إذا ظل نشطًا.

## روابط خارجية
- التقرير النهائي للتحقيق في الحوادث من إدارة الوقاية من حوادث الطيران والتحقيق فيها في البرتغال (الأرشيف، الأرشيف رقم 2، رابط بديل )
- ملف تعريف التقرير (بالبرتغالية)
- "رحلة طيران إير ترانسات TS 236 بتاريخ 24 أغسطس 2001 - ترحب شركة إير ترانسات بنتائج التحقيق وتوصياته " (أرشيف الأرشيف رقم 2). طيران ترانسات. 17 أكتوبر 2004.
- تقرير إخباري عن القضايا اللوجستية بعد الحادث
- "الركاب الممتنون يشيدون بطيار شركة إير ترانسات." أخبار سي بي سي. الأحد 26 أغسطس 2001م.
- الموقع الرسمي للكابتن روبرت بيشيه (بالفرنسية)
- أدلة اضطراب ما بعد الصدمة تم الحصول عليها من الركاب على متن رحلة مرعبة
- نفاد وقود هذه الطائرة في وسط المحيط !! على يوتيوب